# Vinalopó Mitjà
Vinalopó Mitjà (en castillan : Vinalopó Medio) est une comarque de la province d'Alicante, dans la Communauté valencienne, en Espagne. Son chef-lieu est Elda.

## Communes

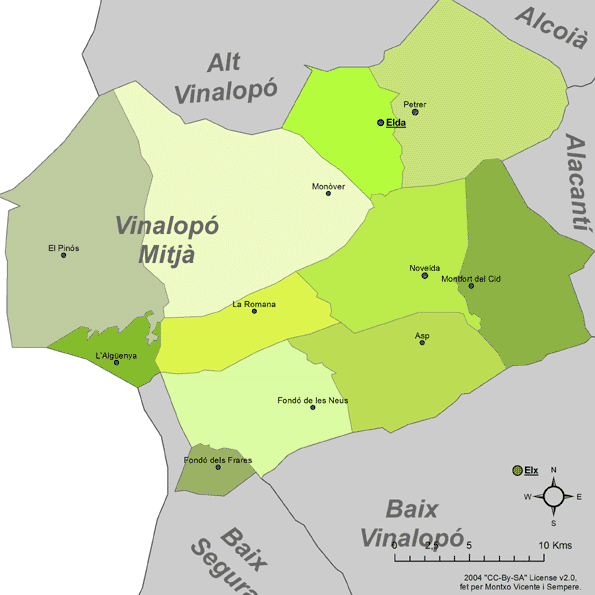
Communes du Vinalopó Mitjà

- Algueña
- Aspe
- Elda
- Hondón de las Nieves
- Hondón de los Frailes
- Monforte del Cid
- Monóvar
- Novelda
- Petrer
- Pinoso
- La Romana